# Samurai Sessions Vol. 1
A Samurai Sessions Vol. 1 Miyavi japán rockzenész középlemeze, mely  2012. november 14-én jelent meg és számos művész működik közre rajta. 21. helyezést ért el az Oriconon, Billboard Japan slágerlistáján pedig 17. volt.

## Megjelenés
Július 11-én megjelent Day 1 című kislemeze, melyen egy francia DJ, Yuksek működött közre. A japán MTV Video Music Awardson a Legjobb közreműködésnek járó díjat vihette el érte.
A Strong és a Day 1 kislemezek a Japan Hot 100-as listán a 15. illetve 66. helyezést érték el. A Hot 100 Airplay listán 17. illetve 63. helyezésig jutottak. A Strong 21. helyezett volt a Billboard Japan Adult Contemporary listán.

## Számlista
Az összes szám szerzője Miyavi és a közreműködő zenészek. 
| 1. | Ganryu (Miyavi vs Hifana)                                      | 1:26 |
| 2. | Strong (Miyavi vs Kreva)                                       | 3:18 |
| 3. | Day 1 (Miyavi vs Yuksek)                                       | 3:19 |
| 4. | Silent Anger (Miyavi vs Hoszomi Takesi)                        | 4:20 |
| 5. | Pleasure! (Miyavi vs H Zett M)                                 | 3:44 |
| 6. | Ha Na Bi (Miyavi vs Agacuma Hiromicu vs Jin Oki)               | 4:00 |
| 7. | Inori vo (祈りを) (Miyavi vs Kameda Szeidzsi vs Szakamoto Miu) | 6:06 |